# Munții Kunlun
Munții Kunlun reprezintă unul dintre cele mai lungi lanțuri muntoase din Asia, având peste 3 000 km. Se află între Platoul Tibet (la sud), Bazinul Tarim (la nord), Râul Wei (la vest) și până la Câmpia chineză de nord.

## Formare
Munții Kunlun s-au format în urma ciocnirii subcontinentului indian de placa eurasiatică, la sfârșitul tirasicului.

## Toponimia
Numele vine din termenul turcesc Qurum care înseamnă „nor de ceață”.

## Geografie
Kunlun este situată între deșertul Taklamakan și platoul tibetan. Acest lanț muntos are vârfuri între 6000 și 7000 m altitudine și văi care de multe ori depășesc 5000 m. Această regiune este în mare parte nelocuită, printre aceștia nomazi tibetani din Chang Tang (Platoul Tibetan) pe pășunile din sudul Kunlun-lui și câțiva păstori de vară pe pășunile Uighur Altun Shan în nord. Fauna semnificativă este prezentă în acest teritoriu: antilope tibetane (Shirou), iaci sălbatici, măgari sălbatici, urși și lupi. Parcul Natural Hoh Xil , care încorporează o mare parte din muntele Kunlun și nordul Chang Tang, a fost creat pentru a proteja această faună care .

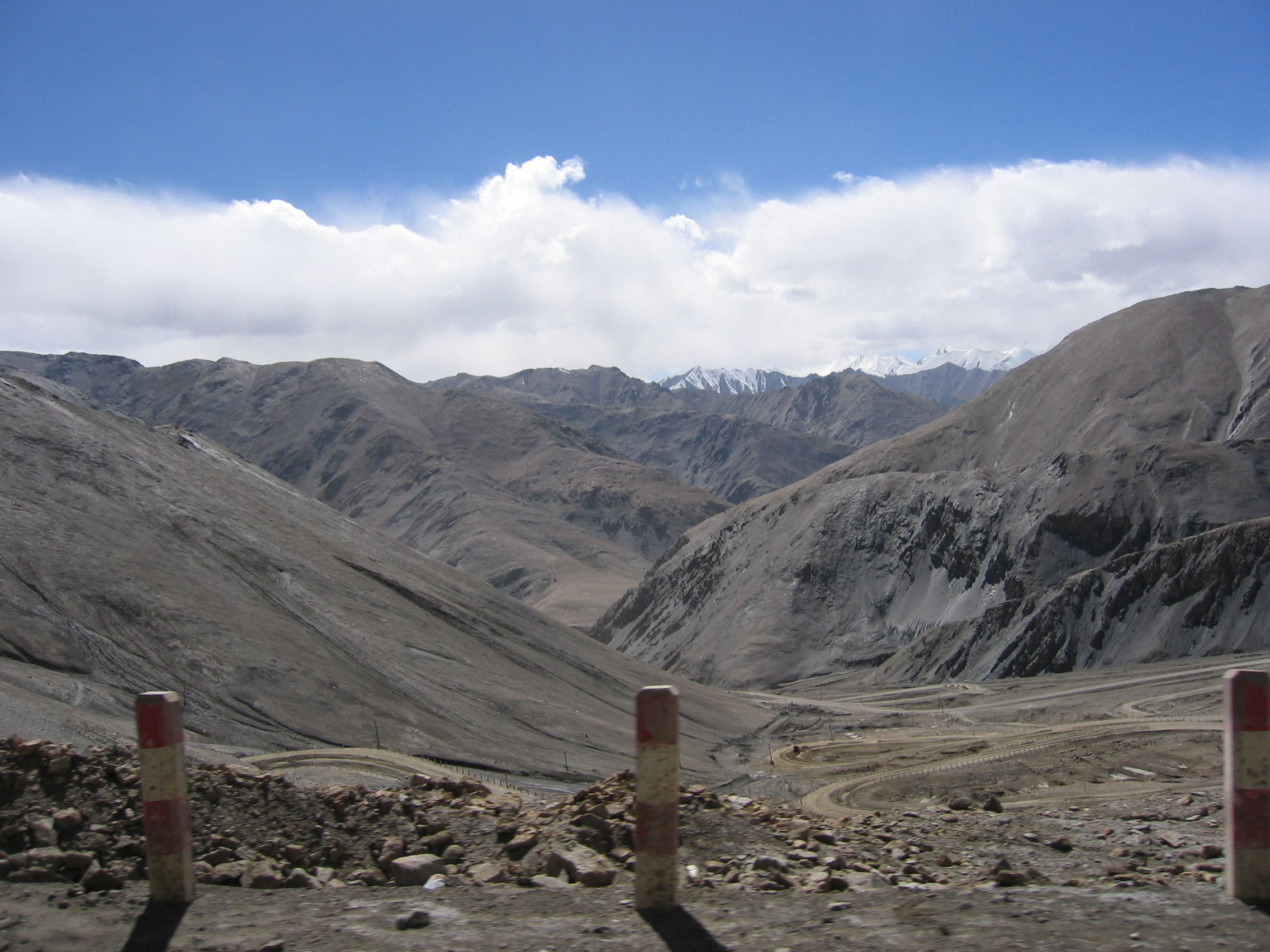
Kunlun. Vedere dinspre Tibet.

## Munți
Lanțul muntos Kunlun are peste 200 de vârfuri mai înalte de 6000 m. Cele mai importante sunt:
- Liushi Shan (Zeița Kunlun) (7.167 m)
- Ulugh Muztagh (6.973 m)
- Bukadaban Feng (6.860 m)
- Yuzhu Shan (6.178 m)
- Malan (6.056 m)
- Tekiliktag (5.466 m)